# Robert Daum (político)
Robert Daum (8 de janeiro de 1889 – 6 de maio de 1962) foi um político alemão do Partido Social Democrata (SPD) e ex-membro do Bundestag alemão.

## Vida
Na Alemanha do pós-guerra, ele foi membro do parlamento estadual da Renânia do Norte-Vestfália de 1946 a 1947 e do Conselho Económico da Área Económica Unida de 1948 a 1949. Ele fez parte do 2º Bundestag alemão de 1953 a 1957.

## Literatura
Herbst, Ludolf; Jahn, Bruno (2002).  Vierhaus, ed. Biographisches Handbuch der Mitglieder des Deutschen Bundestages. 1949–2002 (em alemão). München: De Gruyter - De Gruyter Saur. 1715 páginas. ISBN 978-3-11-184511-1